# Johann Karl Ulrich Bähr

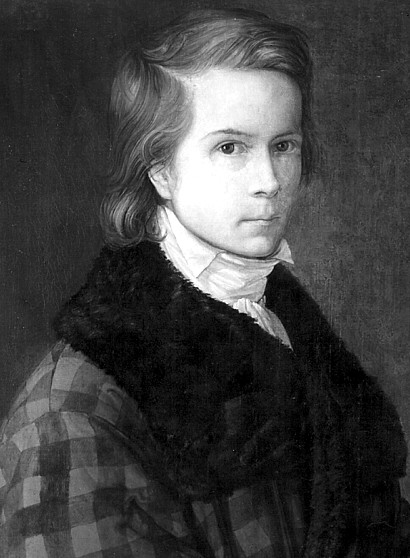
Johann Karl Ulrich Bähr: Selbstporträt (1820)

Johann Karl Ulrich Bähr (* 6. Augustjul. / 18. August 1801greg. in Riga; † 29. September 1869 in Dresden) war ein deutscher Maler und Schriftsteller.

## Leben

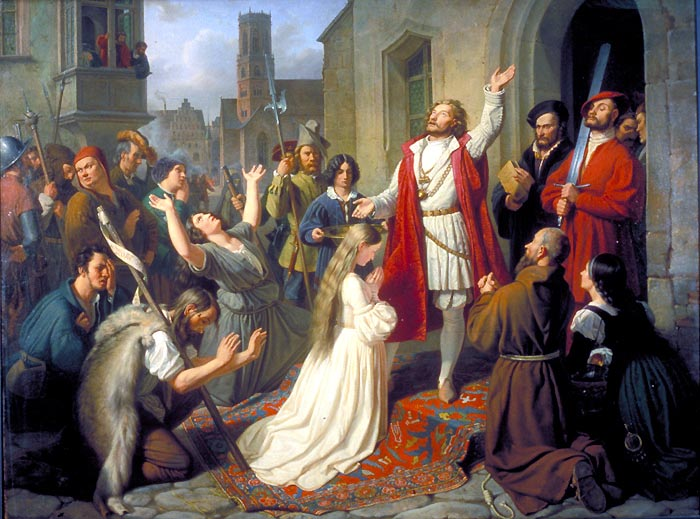
Karl Bähr: Die Wiedertäufer in Münster (1840)

Karl Bähr wurde als Sohn des Kaufmanns Johann Ulrich Bähr in Riga geboren. Sein Vater hatte für ihn eine Laufbahn als Kaufmann vorgesehen, doch Karl Bähr entschied sich gegen dessen Willen, um 1824 ein Studium an der Dresdner Kunstakademie zu beginnen. Er wurde ein Schüler des Galeriedirektors Friedrich Matthäi. Im Jahr 1825 hielt er sich in Paris auf und lernte bei dem Landschaftsmaler Jean-Victor Bertin. Hier lernte er Jean-Baptiste Camille Corot kennen, mit dem er bis 1826 Rom bereiste. Ein weiterer Italienaufenthalt erfolgte von 1827 bis 1829, wo er Bekanntschaft mit Bertel Thorwaldsen und Joseph Anton Koch schloss.
Bähr begann, sich sein Geld als Porträtist zu verdienen, und ging 1832 nach Dresden, wo er sesshaft wurde und sich der Historienmalerei zuwandte. Zudem heiratete er im Jahr 1829 die Tochter des Kunsthändlers Gasparo Weiß. Ihr vorzeitiger Tod veranlasste ihn zu einer erneuten Reise nach Italien, die er 1834 antrat, wo er Peter von Cornelius und Horace Vernet kennenlernte, die ihn künstlerisch beeinflussten.

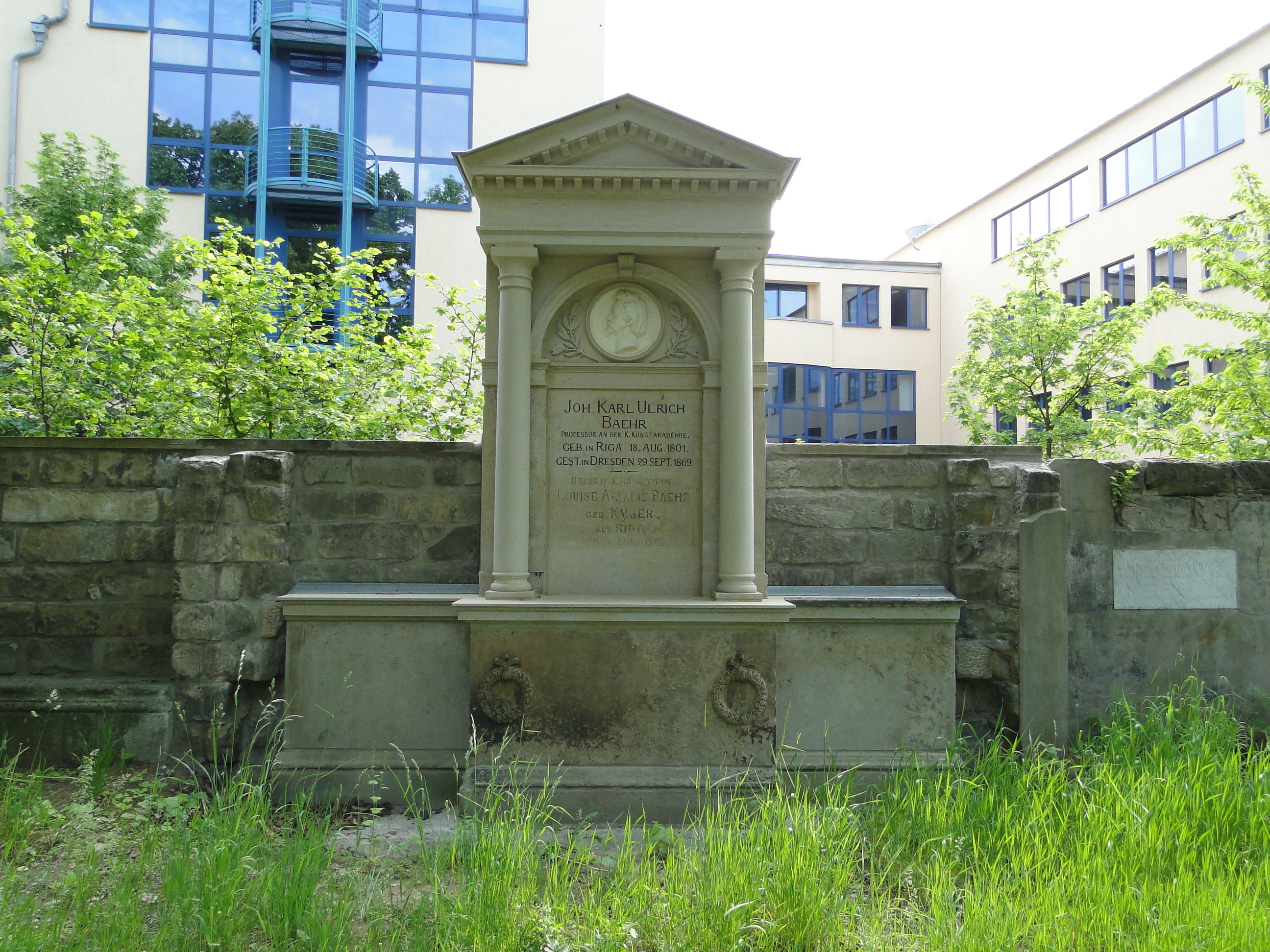
Restauriertes Grab von Johann Karl Ulrich Bähr auf dem Alten Annenfriedhof in Dresden

Im Anschluss arbeitete er wiederum in Riga und ging schließlich 1836 endgültig nach Dresden. Hier lehrte er ab 1840 an der Kunstakademie, wo er 1846 zum Professor ernannt wurde. Er porträtierte u. a. Caspar David Friedrich und zeichnete als Historienmaler vornehmlich im Stil der Düsseldorfer und belgischen Schule. In Dresden schloss er sich schon bald dem geselligen Kreis um Ludwig Tieck an und war ein enger Freund von Julius Mosen. Im Jahr 1855 machte er die Bekanntschaft Arthur Schopenhauers, mit dessen Philosophie sich Bährs Sohn Carl Georg Bähr schriftlich auseinandersetzte. Bähr starb 1869 in Dresden. Sein Grab befindet sich auf dem dortigen Alten Annenfriedhof und wurde um 2010 restauriert.
Johann Karl Ulrich Bähr war ein Nachfahre des Architekten George Bähr. Er war zudem der Großvater des Schriftstellers Manfred Kyber (Sohn von Bährs Tochter Olga) und des Chemikers Arthur Hantzsch (Sohn von Bährs Tochter Clara).

## Werke (Malerei)

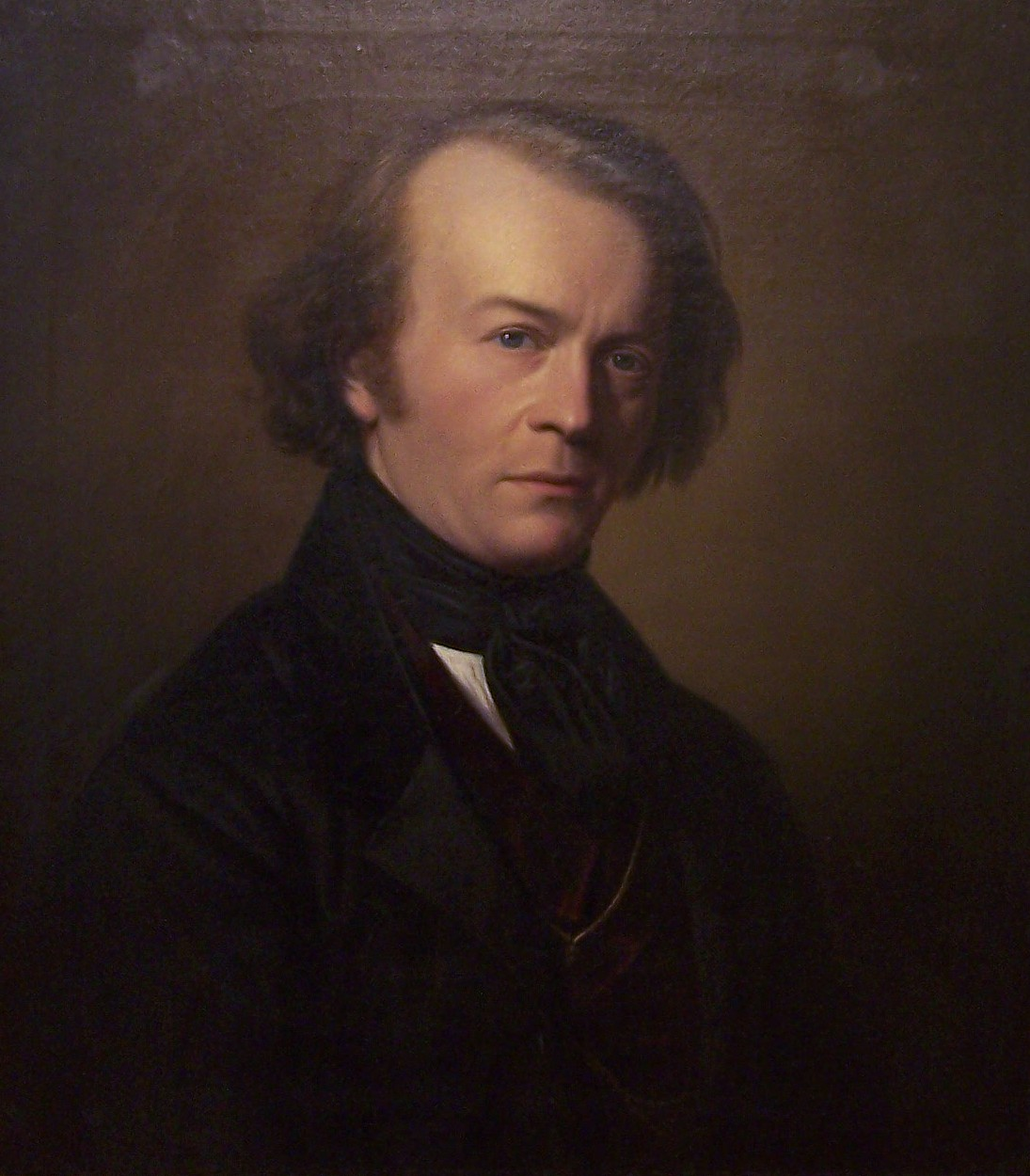
Karl Bähr: Bildnis Ernst Ferdinand Oehme (1844)

- Bildnis des Carl Christian Schiemann (1833)[4]
- Bildnis des Malers Caspar David Friedrich  (1836)
- Die Wiedertäufer in Münster (1840)
- Bildnis Ernst Ferdinand Oehme (1844)
- Der Tod Iwans des Grausamen
- Campagnalandschaft
- Prinz Raden Saleh
- Christus-Darstellung nach Mt 11,28 EU, Altarbild in der Kirche zu Straupe, Lettland (1855 bestellt)

## Werke
- Mitteilung aus dem magnetischen Schlafleben der Somnambüle Auguste K. in Dresden (1843)
- Die Gräber der Liven. Ein Beitrag zur nordischen Alterthumskunde und Geschichte (1850)
- Dante’s Göttliche Komödie in ihrer Anordnung nach Raum und Zeit mit einer übersichtlichen Darstellung des Inhalts. Vorträge (1852)
- Der animalische Magnetismus und die experimentelle Naturwissenschaft (1853)
- Vorträge über Newton’s und Göthe’s Farbenlehre (1863)
- Über die Einwirkung der Reibungs-Electricität auf den Pendel (1870)